# Microcarbo melanoleucos
El cormorán piquicorto o cormorán australiano (Microcarbo melanoleucos) es una especie de ave suliforme de la familia Phalacrocoracidae común en Australasia. Es encontrado en torno a las costas, islas, estuarios y aguas interiores de Australia, Nueva Guinea, Nueva Zelanda, Malasia e Indonesia y alrededor de las islas del sur oeste del Pacífico y la región subantártica. Hasta hace poco tiempo la mayoría de las autoridades se referían a esta especie como Phalacrocorax melanoleucus.

## Taxonomía

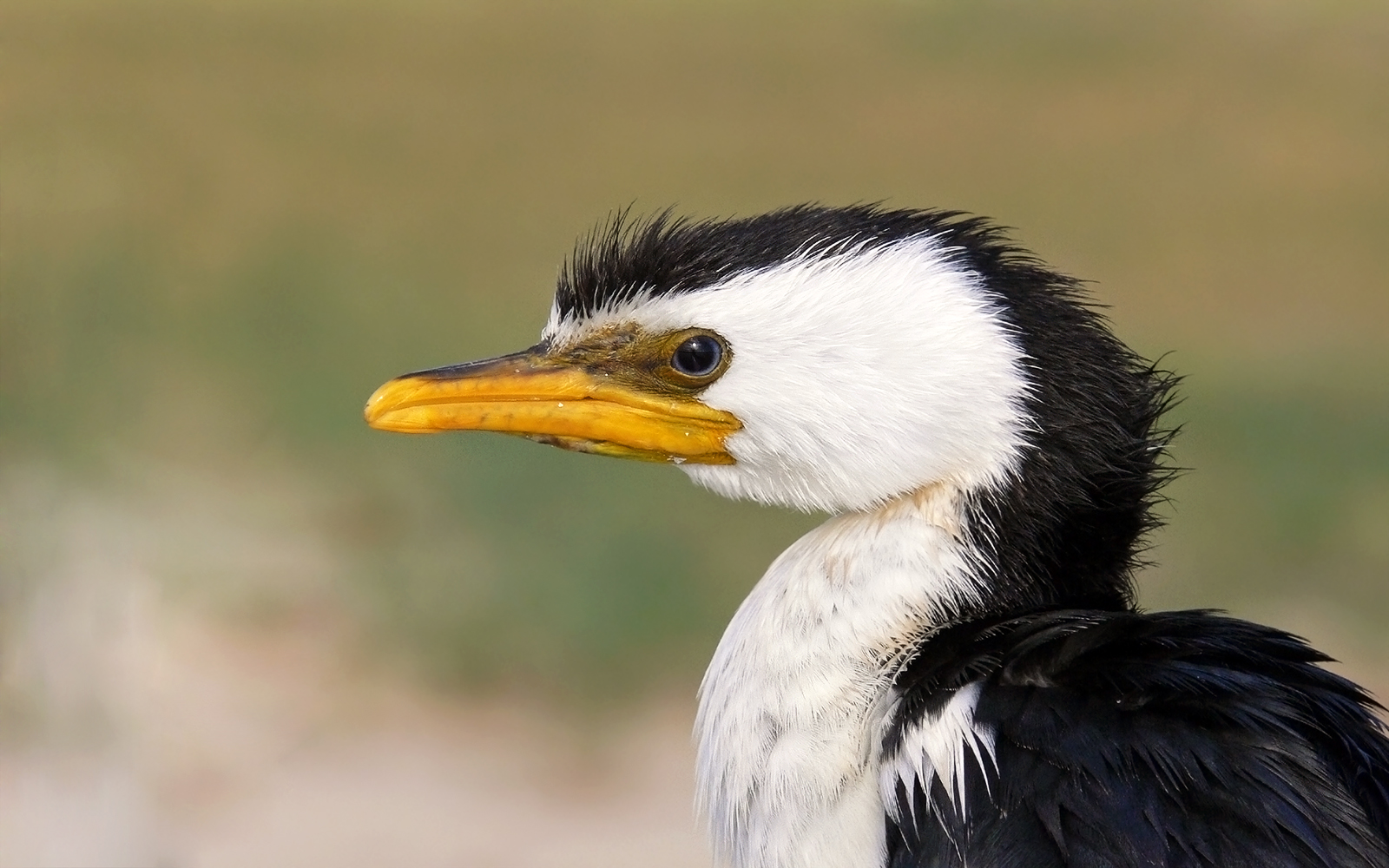
Detalle de la cabeza

Fue originalmente descrito por el naturalista francés Louis Jean Pierre Vieillot en 1817. Su epíteto específico se deriva del griego antiguo melano- «negro», y leukos «blanco». En 1931, el ornitólogo estadounidense James Lee Peters fue el primero en considerar esta especie en un género separado junto con el cormorán pigmeo (Microcarbo pygmaeus), el cormorán de Java (Microcarbo niger) y el cormorán africano (Microcarbo africanus). Desde entonces, el trabajo molecular por Sibley y Ahlquist mostró que los pequeños cormoranes de varios colores y cola larga formaban un grupo que había divergido de otros cormoranes. Este grupo de «microcormoranes» asumió el nombre de Microcarbo, inicialmente descrito por el naturalista francés Charles Lucien Bonaparte en 1855. El nombre del género se deriva del griego antiguo mikros «pequeños», y del latín carbo «negro».
Tres subespecies son comúnmente reconocidas:
- M. m. melanoleucos (Vieillot, 1817), residente en toda su área de distribución, excepto en Nueva Zelanda y las islas subantárticas.
- M. m. brevicauda (Mayr, 1931), endémico de la isla Rennell, en las Islas Salomón.
- M. m. brevirostris (Gould, 1837), residente en toda Nueva Zelanda y visto regularmente en las islas subantárticas. Algunas autoridades tratan esta forma como una especie distinta, P. brevirostris.

## Descripción

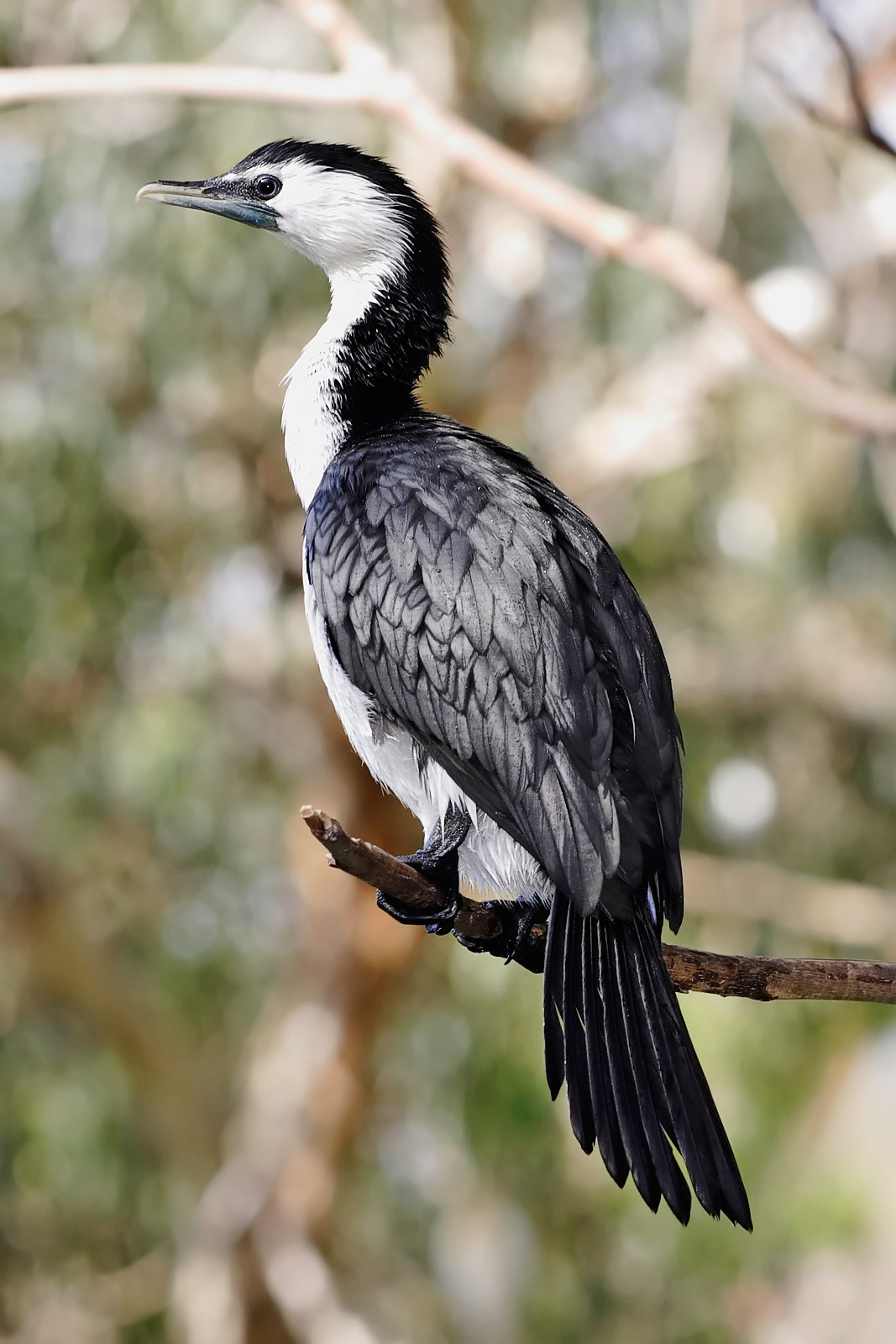
El pico oscuro es atípico

Es un cormorán de tamaño pequeño, midiendo 56–58 cm de longitud, el pico es de unos 3 cm y tiene una pequeña cresta negra. Se ha encontrado en dos morfos diferentes en Nueva Zelanda. Las subspecies melanoleucos y brevicauda sólo se encuentran en un morfo de varios colores, negro (con un tinte ligeramente verde) por encima y blanco por debajo. Esto también se encuentra en la subespecie brevirostris, pero en esta forma el morfo melanistico es mucho más común. En esta forma todo el plumaje es negro con un tinte verdoso a excepción de los lados de la cabeza, la barbilla, la garganta y la parte superior del cuello; el pico es de color amarillo con negro en la parte superior. También se encuentran formas intermedias.
La forma de varios colores es negro brillante por encima con la cara, las partes inferiores y los muslos blancos. El pico y la piel desnuda alrededor de la cara son de color amarillo. En ambas formas las patas y pies son de color negro.